# Grünauer Bach
Grünauer Bach är ett vattendrag i Österrike.   Det ligger i förbundslandet Wien, i den östra delen av landet, 9 km väster om huvudstaden Wien.
I omgivningarna runt Grünauer Bach växer i huvudsak blandskog. Runt Grünauer Bach är det mycket tätbefolkat, med 3 134 invånare per kvadratkilometer.